# 萬座·鹿澤口站
萬座·鹿澤口站（日语：／ Manza・Kazawaguchi eki */?）是位於群馬縣吾妻郡嬬戀村大字鎌原字笹平710番38號，東日本旅客鐵道（JR東日本）的吾妻線車站。

## 概要
此站是嬬戀村的中心車站。車站最接近萬座溫泉和鹿澤溫泉（但是，車站距離兩溫泉需要30分以上車程）。在決定車站名字時，由於兩座溫泉都希望以各自的溫泉來命名，在折衷方案下，使用了現時的站名。另外，曾經在此站出發的國鐵巴士（鹿澤菅平線→後來為JR巴士關東鹿澤線。在2007年3月31日取消）中，其車輛側邊方向幕會以「萬鹿口」顯示此站。
大部分的列車會在此站折返。前往吾妻線的鄰站終點站大前的班次中，共有下行4班，上行5班。在日間6小時沒有班次停靠大前站。另外，在2016年3月時間表修正中，特急「草津」不定定期駛入此站。此站的定期列車只有普通列車。
此站為少有帶有「・」（間隔號）的車站，在JR鐵路車站更是唯一一座。

## 歷史
- 1971年（昭和46年）3月7日：吾妻線長野原站至大前站之間開通，此站啟用[1]。
- 1974年（昭和49年）5月：車站租車開始營業[3]。※現時已經結業
- 1987年（昭和62年）4月1日：伴隨國鐵分割民營化，車站由東日本旅客鐵道（JR東日本）營運[4]。
- 2006年（平成18年）3月3日：綠色窗口結業，同時設置了「你好售票機Kaeru君」[5]。
- 2012年（平成24年）2月8日：「你好售票機Kaeru君」停止運作[6]。
- 2014年（平成26年）10月1日：此站編入至東京近郊區間，同時此站開始可以使用Suica等IC卡[7]。
- 2016年（平成28年）3月26日：特急「草津」號的定期班次不再駛入此站（以後只有臨時列車駛入此站）。
- 2017年（平成29年）4月1日：當日起成為整日無人車站[8]。同時指定席售票機停止服務。

## 車站構造

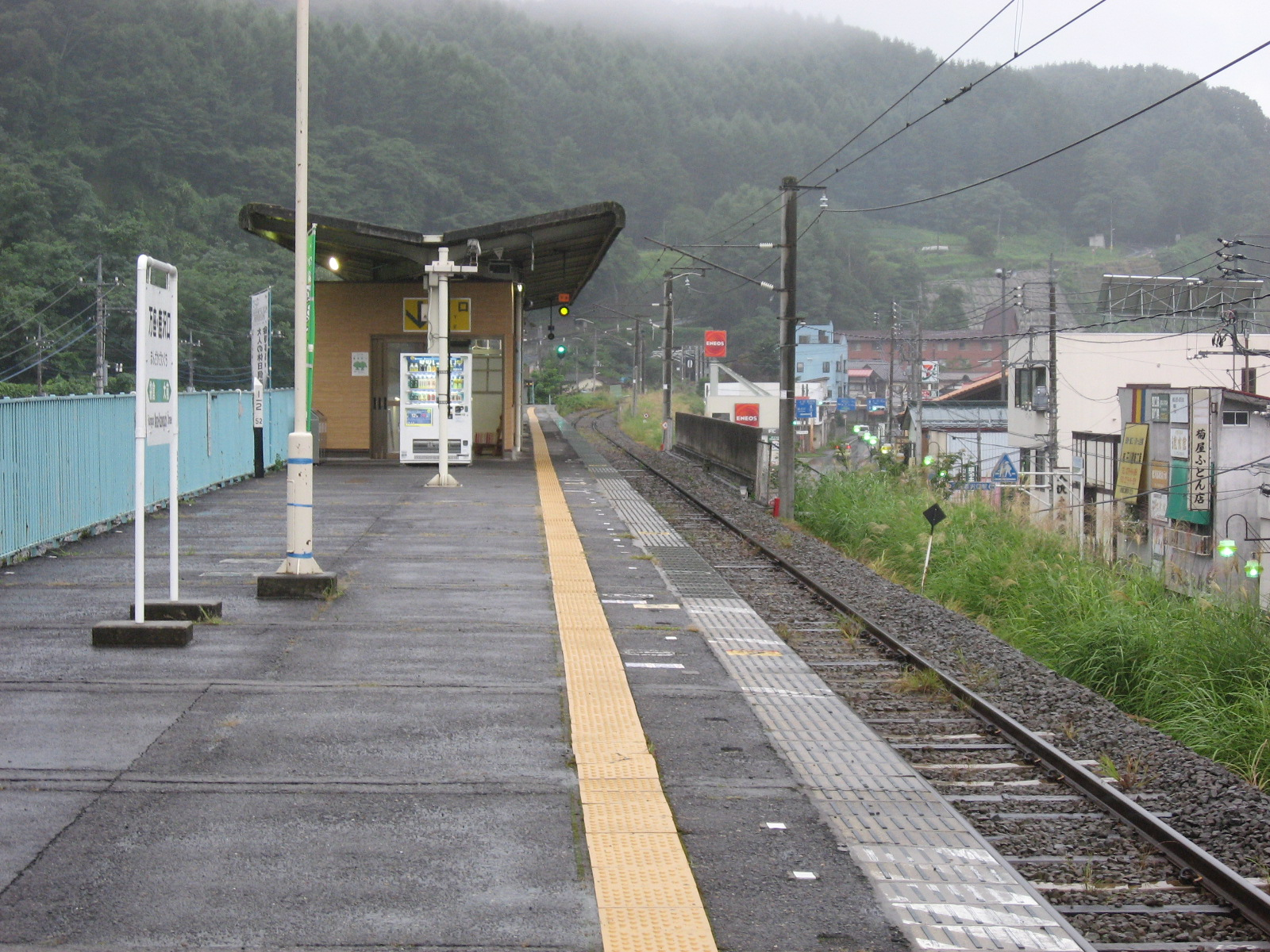
月台

車站是一座高架車站，設有1面1線的單式月台。在構造上，月台不可用作停泊列車，因此列車會折返往羽根尾站或長野原草津口站停泊（為了方便，列車或者前往大前站以進行待避）。月台已經延留位置建設1面2線的月台。
此站是由長野原草津口站管理的無人車站。此站設有簡易Suica閘機。
在2006年，綠色窗口結業，取而代之為設置「你好售票機Kaeru君」，該售票機後來在2012年停止運作並撤走。隨後設置了指定席售票機。在車站無人同時於2017年把指定席售票機停止運作。

## 使用狀況
根據「JR東日本」，以下為2000年度（平成12年度）- 2015年度（平成27年度）1日平均乘車人次變化。
| 乘車人次變化       | 乘車人次變化     | 乘車人次變化    |
| 年度               | 1日平均 乘車人次 | 參考資料        |
| ------------------ | ---------------- | --------------- |
| 2000年（平成12年） | 347              | [ 利用客数 1 ]  |
| 2001年（平成13年） | 344              | [ 利用客数 2 ]  |
| 2002年（平成14年） | 350              | [ 利用客数 3 ]  |
| 2003年（平成15年） | 360              | [ 利用客数 4 ]  |
| 2004年（平成16年） | 350              | [ 利用客数 5 ]  |
| 2005年（平成17年） | 349              | [ 利用客数 6 ]  |
| 2006年（平成18年） | 334              | [ 利用客数 7 ]  |
| 2007年（平成19年） | 344              | [ 利用客数 8 ]  |
| 2008年（平成20年） | 327              | [ 利用客数 9 ]  |
| 2009年（平成21年） | 291              | [ 利用客数 10 ] |
| 2010年（平成22年） | 296              | [ 利用客数 11 ] |
| 2011年（平成23年） | 261              | [ 利用客数 12 ] |
| 2012年（平成24年） | 288              | [ 利用客数 13 ] |
| 2013年（平成25年） | 264              | [ 利用客数 14 ] |
| 2014年（平成26年） | 232              | [ 利用客数 15 ] |
| 2015年（平成27年） | 205              | [ 利用客数 16 ] |

## 車站周邊
- 群馬縣中之條土木事務所三原事業所
- 嬬戀村立東部小學
- 群馬縣立嬬戀高等學校（日语：群馬県立嬬恋高等学校）
- 嬬戀村觀光協會（觀光詢問處）
- 國道144號
- 鬼押公路（日语：鬼押ハイウェー）
- 中居屋重兵衛（日语：中居屋重兵衛）出生地之紀念碑與墓碑
- 三原郵局

## 巴士路線
西武觀光巴士和上田巴士設有巴士路線前往輕井澤、萬座溫泉、草津溫泉和上田站方向。

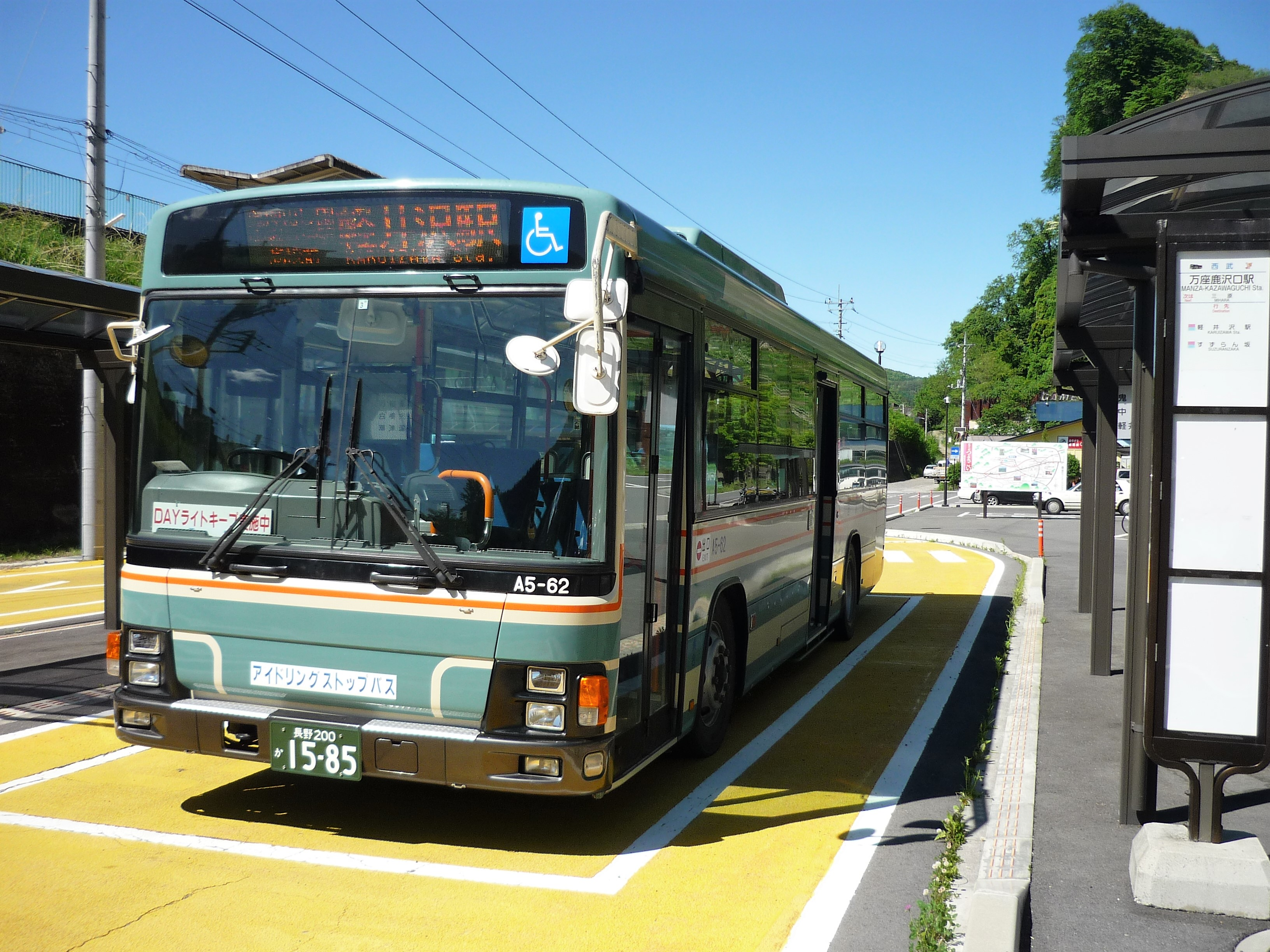
巴士站

過去曾經設有JR巴士關東巴士路線前往鹿澤溫泉方向，也設有草輕交通前往草津溫泉方向。

## 相鄰車站
東日本旅客鐵道（JR東日本）
■吾妻線
袋倉－萬座·鹿澤口－大前

## 注腳

### 使用狀況
1. 「萬座·鹿澤口」的平假名應該是，但是在車站的站名牌中沒有標記間隔號，以展示。
2. ↑  在車站大樓、月台站名牌和列車車內廣播中。西日本旅客鐵道（JR西日本）山陽本線設有西川原·就實站，當時帶有間隔號。但是正式名稱中（路線圖、車費表、時間表）為西川原站，沒有間隔號。
3. ↑  若包含由JR東日本運營的BRT，氣仙沼線BRT的南三陸町役場·醫院前站也設有間隔號。

1. ↑  . 東日本旅客鐵道.   [2019-04-11]. （原始内容存档于2019-04-02） （日语）.
2. ↑  . 東日本旅客鐵道.   [2019-04-11]. （原始内容存档于2019-02-22） （日语）.
3. ↑  . 東日本旅客鐵道.   [2019-04-11]. （原始内容存档于2019-04-02） （日语）.
4. ↑  . 東日本旅客鐵道.   [2019-04-11]. （原始内容存档于2019-03-27） （日语）.
5. ↑  . 東日本旅客鐵道.   [2019-04-11]. （原始内容存档于2019-02-23） （日语）.
6. ↑  . 東日本旅客鐵道.   [2019-04-11]. （原始内容存档于2019-04-02） （日语）.
7. ↑  . 東日本旅客鐵道.   [2019-04-11]. （原始内容存档于2019-04-02） （日语）.
8. ↑  . 東日本旅客鐵道.   [2019-04-11]. （原始内容存档于2019-04-02） （日语）.
9. ↑  . 東日本旅客鐵道.   [2019-04-11]. （原始内容存档于2019-02-22） （日语）.
10. ↑  . 東日本旅客鐵道.   [2019-04-11]. （原始内容存档于2019-04-02） （日语）.
11. ↑  . 東日本旅客鐵道.   [2019-04-11]. （原始内容存档于2019-04-02） （日语）.
12. ↑  . 東日本旅客鐵道.   [2019-04-11]. （原始内容存档于2019-04-02） （日语）.
13. ↑  . 東日本旅客鐵道.   [2019-04-11]. （原始内容存档于2019-03-27） （日语）.
14. ↑  . 東日本旅客鐵道.   [2019-04-11]. （原始内容存档于2019-03-06） （日语）.
15. ↑  . 東日本旅客鐵道.   [2019-04-11]. （原始内容存档于2019-03-06） （日语）.
16. ↑  . 東日本旅客鐵道.   [2019-04-11]. （原始内容存档于2019-03-23） （日语）.

## 外部連結
- 車站資訊（萬座·鹿澤口）：東日本旅客鐵道（日語）